# Petra Němcová
Petra Němcová (sinh 24 tháng 6 năm 1979 ở Karviná, Tiệp Khắc, nay là Cộng hòa Séc) là một người mẫu thời trang người Séc, người giới thiệu chương trình, tác giả, và người làm từ thiện. Cộ là người sáng lập và đứng đầu của Happy Hearts Fund. Vào tháng 12 năm 2004, cô bị thương ở Thái Lan bởi một sóng thần kết quả từ Động đất Ấn Độ Dương 2004; sau đó chồng chưa cưới của cô, nhiếp ảnh gia Simon Atlee, thiệt mạng trong sóng thần.